# Waterop

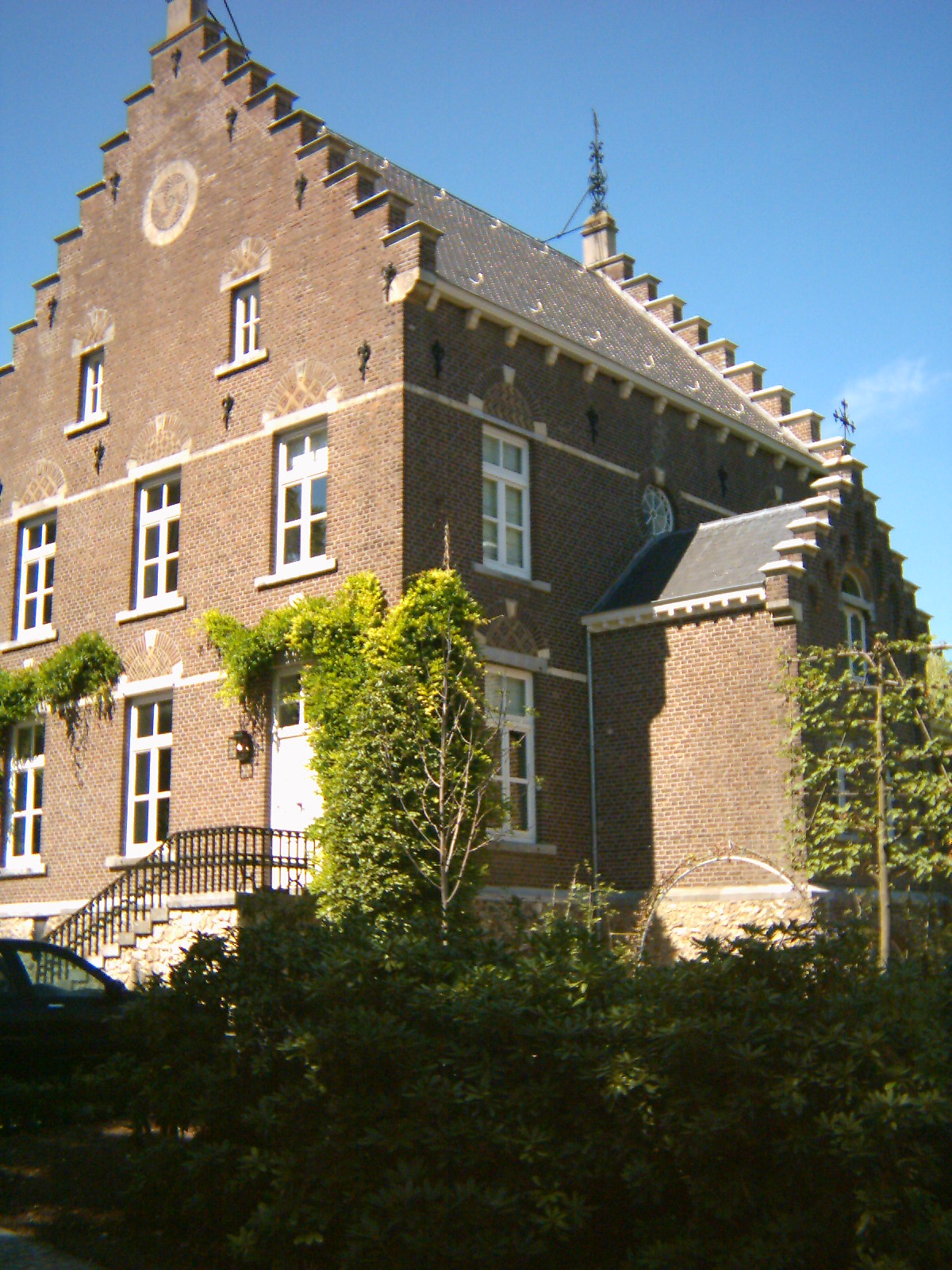
Kasteel Karsveld

Waterop (Limburgs: Waterop) is een buurtschap ten noorden van Slenaken in de gemeente Gulpen-Wittem in de Nederlandse provincie Limburg. De buurtschap ligt in het Gulpdal en bestaat uit lintbebouwing aan de weg van Beutenaken naar Billinghuizen. In 2003 telde Waterop samen met Billinghuizen 60 inwoners.
In de buurtschap staan verschillende vierkantshoeven. Het meest bezienswaardige gebouw is kasteel Karsveld aan de Gulp. Dit landhuis uit 1900 bevat muurwerk van mergelsteen van verschillende voorgangers. Het staat op fundamenten uit de 12e eeuw. Ongeveer honderd meter ten noordoosten van het kasteel staat een Mariakapelletje niet ver van de Gulp.
Aan de overzijde van de Gulp ligt in het zuidoosten het hellingbos Groote Bosch.
Dorpen: Epen · Eys · Gulpen · Mechelen · Nijswiller · Partij-Wittem · Reijmerstok · Slenaken · Wahlwiller · Wijlre

Gehuchten en buurtschappen: Beertsenhoven · Berghem · Berghof · Beutenaken · Billinghuizen · Bissen · Bommerig · Broek · Cartils · Crapoel · Dal · Diependal · Elkenrade · Elzet · Eperheide · Etenaken · Euverem · Eyserhalte · Eyserheide · Gracht Burggraaf · Heijenrath · Helle · Hilleshagen · Höfke · Hoogcruts · Hurpesch · De Hut · Ingber · Kapolder · Kleeberg · Klein-Kullen · Klein-Kuttingen · Kosberg · Kuttingen · Landsrade · Overeys · Overgeul · Partij · Pesaken · De Piepert · Plaat · Schilberg · Schweiberg · Sinselbeek · Stokhem · Terpoorten · Terziet · Trintelen · Waterop · Wittem

Limburg: Steden en dorpen      Nederland: Provincies · Gemeenten